# Hongkong
Hongkong (kitajsko: 香港, Hong Kong kantončina: [hœ́ːŋ.kɔ̌ːŋ] ()), uradno Posebno administrativno območje Ljudske republike Kitajske Hongkong (krajše angl. Hong Kong SAR), je posebno administrativno območje na vzhodnem bregu Biserne reke na jugu Kitajske. 
Na območju velikosti 1.104 km² živi več kot 7,4 milijona ljudi, s čimer je Hongkong eno najgosteje poseljenih območij na svetu.

## Opis
Mesto je postalo britanska kolonija po prvi opijski vojni leta 1842. Leta 1997 je bilo ozemlje po predhodnem dogovoru predano Kitajski. Kot posebno administrativno območje ima Hongkong lastno vlado in ekonomski sistem, ki sta ločena od kitajskega. Zaradi dolgotrajnega britanskega vliva in drugačnih vrednot se ima večina prebivalcev ozemlja za Hongkonžane in ne za Kitajce. 
Ozemlje je bilo sprva redko poseljeno, glavni dejavnosti pa sta bili kmetijstvo in ribištvo. Pod britansko oblastjo se je razvilo v enega največjih svetovnih finančnih centrov in pristanišč. Po ocenah naj bi bil Hongkong na desetem mestu po izvozu, na devetem po uvozu, na sedmem po obsegu trgovanja, hongkonški dolar pa se uvršča na trinajsto mesto med valutami, ki se najpogosteje uporabljajo. Hongkong ima največjo koncentracijo bogatašev ter enega najvišjih dohodkov na prebivalca, hkrati pa se mesto spopada z največjo dohodkovno neenakostjo.
Hongkong se uvršča med alfa+ svetovna mesta, kar pomeni, da njegov vpliv seže po vsem svetu. Je eno najpomembnejših svetovnih finančnih središč, ki ima najvišjo oceno indeksa finančnega razvoja in se je v letu 2017 dosledno uvrščal med najbolj konkurenčna in najbolj gospodarska območja na svetu. V mestu je največ nebotičnikov na svetu, večina se jih nahaja v okolici pristanišča Victoria. Redno se uvršča visoko tudi po indeksu človekovega razvoja in prebivalci imajo eno najdaljših pričakovanih življenjskih dob na svetu. Več kot 90 odstotkov prebivalstva uporablja javni prevoz. Zaradi onesnaževanja s sosednje Kitajske je zrak pogosto onesnažen s prašnimi delci.

## Etimologija
Ime ozemlja, na katerem se danes nahaja Hongkong, se je prvič pojavilo leta 1780 pod imenom He-Ong-Kong, nanašalo se je na majhen prehod med otokom Aberdeen in južno obalo otoka Hongkong. Na otoku Aberdeen so se prvič pojavili stiki med britanskimi mornarji in lokalnimi ribiči. Čeprav izvor današnjega imena ni znan velja prepričanje, da ime izhaja iz kantonske izgovorjave hēung góng. Ime se prevede kot dišeče pristanišče ali kot kadilno pristanišče. Beseda dišeče se lahko nanaša tudi na okus sladke vode, ki se izliva iz bližnje Biserne reke ali vonj iz tovarn kadila, ki so se včasih nahajale na obalah Kowloona. Kadilo namenjeno izvozu je bilo pred razvojem pristanišča Victoria shranjeno na otoku Aberdeen. Drugi kolonialni guverner, Sir John Davis je predstavil alternativno razlago. Po njegovem je ime izhajalo iz Hoong-keang (rdeči hudournik), kar pomeni barvo zemlje nad katero je tekel slap na otoku.
Poenostavljeno ime Hong Kong se je pogosto uporabljalo do leta 1810, ime je bilo zapisano tudi z eno besedo Hongkong. Uporabljalo se je do leta 1926 ko je vlada uradno sprejela ime sestavljeno iz dveh besed. Kljub temu nekatere korporacije ustanovljene v kolonialni dobi še vedno uporabljajo eno ime vključno z Hongkong Land, Hongkong Electric, Hongkong and Shanghai Hotels ter Hongkong and Shanghai Banking Corporation (HSBC).

## Zgodovina
Ozemlje so ljudje naseljevali že v obdobju neolitika pred približno 6.000 leti. Prvi naseljenci so bila priobalna ljudstva ki so se preselila iz notranjosti in s seboj prinesla znanje o gojenju riža. Dinastija Č'in je območje Hongkonga kitajski priključila leta 214 pr. n. št. po tem, ko je zasedla staroselski Baiyue. Po propadu dinastije Č'in je območje prešlo pod kraljestvo Nanjue (predhodnica Vietnama). Pod kitajsko je ponovno prišlo v času dinastije Han. Med mongolskimi osvajanji se je dvor dinastije Song začasno nahajal v zdajšnjem Kowloonu, vse do končnega poraza v bitki pri Yamenu leta 1279. Do konca dinastije Yuan se je v regiji naselilo sedem večjih družin, ki so imele v lasti večino zemlje. V času dinastije Ming se je v Kowloon prišlo veliko priseljencev.
Prvi evropski raziskovalec, ki je prišel na to področje je bil portugalski raziskovalec Jorge Álvares, leta 1513. Portugalski trgovci so v vodah Hongkonga ustanovili trgovsko postojanko, imenovano Tamão, preko katere so redno trgovali s Kitajsko. Čeprav so bili po vojaških spopadih v dvajsetih letih 16. stoletja izgnani, so se do leta 1549 trgovski odnosi ponovno vzpostavili. V ta namen je Portugalska leta 1557 v trajen najem dobila Macao.
Po prehodu iz dinastije Ming na Čing se je Kitajska zaprla, s politiko haijan pa je bila prepovedana vsa pomorska trgovina. To politiko je odpravil cesar Kangxi leta 1684. Oblasti so leta 1757 ustanovile sistem kantona s čimer so poostrile nadzor nad trgovino in neruskimi ladjami, ki so pristajale v kitajskih pristaniščih. Čeprav je bilo evropsko povpraševanje po kitajskih izdelkih kot so čaj, svila, porcelan veliko je bilo kitajsko zanimanje za evropsko blago nepomembno. Da bi zmanjšali trgovinsko neravnovesje so Britanci na Kitajsko prodajali velike količine indijskega opija, ki je bil na kitajskem prepovedan. Soočeni s krizo zaradi drog so qingovi uradniki izvajali vedno bolj agresivne ukrepe za zaustavitev trgovine z opijem. Cesar Daoquanq je zavrnil predlog za legalizacijo in obdavčitev opija, carski komisar Lin Zexu pa je leta 1839 ukazal izkoreninjenje trgovine z opijem. Komisar je uničil zaloge opija in ustavil vso zunanjo trgovino kar je sprožilo britanski vojaški odziv in prvo opijsko vojno. Kitajska vojska je v spopadu doživela hud poraz zato je v zameno za mir kitajski cesar Britancem predala otok Hongkong, dogovor je bil formalno potrjen z pogodbo v Nankingu leta 1842.
Upravna infrastruktura je bila zgrajena do začetka leta 1842 vendar pa upravi zaradi piratstva, bolezni in sovražne qingove politike nikakor ni uspelo privabiti trgovcev. Pogoji so se izboljšali ko so med taipingovim uporom na otok pribežali številni premožni Kitajci. Napetosti zaradi opija so se med Britanci in Qingom stopnjevale do druge opijske vojne v kateri so bili Kitajci ponovno poraženi. V zameno za mir so po sporazumu iz Pekinga Britancem morali odstopiti polotok Kowloon in otok Stonecutter. Po vojni je gospodarstvo začelo le počasi rasti, naglo rast pa je doživelo v petdesetih letih 19. stoletja, ko so v mesto prišli številni novi investitorji s čimer je Hongkong iz majhnega kolonialnega ozemlja postal močna trgovska postojanka.
Kolonija se je ponovno razširila leta 1898 ko je Velika Britanija v 99 letni najem dobila ozemlje New Territories (Nova ozemlja). Leta 1911 je bila ustanovljena Univerza v Hongkongu, leta 1924 pa je v koloniji začelo obratovati letališče Kai Tak. Koloniji se je v letih 1925 do 1926 uspelo izogniti gospodarski krizi zaradi kantonske stavke. Na začetku druge kitajsko-japonske vojne je leta 1937 je guverner Geoffry Northcote Hongkong razglasil za nevtralno območje s katerim je ohranil status svobodnega pristanišča. Kolonialna vlada se je leta 1940 pripravljala na japonski napad zato je evakuirala vse britanske ženske in otroke. Japonci so Hongkong napadli zjutraj 8. decembra 1941 istočasno kot Pearl Harbor na Havajih. Kolonija je pod japonsko zasedbo ostala štiri leta dokler 30. avgusta 1945 nazor nad njo niso ponovno prevzeli Britanci.
Po vojni je prebivalstvo v koloniji hitro rastlo saj se je vanjo zateklo veliko Kitajcev, ki so bežali pred kitajsko državljansko vojno. Večje število beguncev je prišlo leta 1949, ko je nadzor nad celinsko Kitajsko prevzela komunistična partija. V dobi industrializacije v petdesetih letih 20. stoletja je Hongkong postal prvi izmed štirih tigrov azijskega gospodarskega razvoja. Zaradi naglega naraščanja prebivalstva je vlada začela z reformami za izboljšave javnih storitev in infrastrukture. Ustanovljen je bil program za javna stanovanja, protikorupcijska komisija in mestna železnica. Čeprav je konkurenčnost ozemlja na področju proizvodnje z leti upadala zaradi vedno večjih stroškov se je gospodarstvo zelo hitro preoblikovalo iz proizvodnega v gospodarstvo, ki temelji na storitvah. Do začetka 90 letih dvajsetega stoletja se je Hongkong uveljavil na področju ladjarstva in finančnih storitev.
Zaradi bližanja izteka 99 letne najemne pogodbe za ozemlje New Territories je bila prihodnost kolonije negotova. Diplomatska pogajanja, ki so se začela leta 1979 med kitajskim predsednikom Dengom Šjaopingom in britansko vlado so se končala leta 1984 s skupno britansko-kitajsko deklaracijo, v kateri je Velika Britanija pristala na prenos Hongkonga na Kitajsko, v zameno pa naj bi Kitajska Hongkongu jamčila za obstoječi gospodarski in politični sistem še 50 let po prenosu – ureditev je znana po frazi »ena država, dva sistema«. Sporazum je sprožil val množičnega izseljevanja, saj so se prebivalci bali zmanjšanja pravic, zmanjšanje kakovosti življenja in manj pravne države. Na vrhuncu izseljevanja med leti 1987 in 1996 je Hongkong zapustilo preko pol milijona ljudi. Hongkong je bil prenesen na Kitajsko 1. julija 1997 po 156 letih britanske vladavine.
Kmalu po prenosu je ozemlje prizadelo več kriz. Vlada je bila med azijsko krizo leta 1997 prisiljena uporabiti devizne rezerve za vzdrževanje valutnega pribitka hongkonškega dolarja. Temu je sledila ptičja gripa H5N1 leta 2003 pa epidemija SARS ki je povzročila najhujši padec gospodarstva.
Po prenosu suverenosti na Kitajsko so se politične razprave osredotočile na demokratični razvoj in spoštovanje načela ena država dva sistema. Po razveljavitvi demokratičnih reform zakonodajnega sveta iz časa kolonialne dobe je regionalna vlada neuspešno poskušala sprejeti nacionalno varnostno zakonodajo v skladu s 23. členom temeljnega zakona. Sprememba volilnega sistema je leta 2014 sprožila val protestov ki so postali znani kot revolucija dežnikov. Razhajanja v volilnem imeniku in izločanje izvoljenih kandidatov v zakonodajni svet na volitvah leta 2016 ter uveljavljanje kitajskega nacionalnega prava na železniški postaji West Kowloon v samem centru Hongkonga je še dodatno povečalo skrbi nad avtonomijo regije. Junija 2019 so znova izbruhnili protesti kot odgovor na predlog spremembe zakonodaje, po kateri bi lahko ubežnike izročali Kitajski. Protesti so se nadaljevali v avgustu in postali največje protestno gibanje v kitajski zgodovini, saj se je na protestih zbralo več kot 1,5 milijona prebivalcev Hongkonga.

## Politika in uprava
Hongkong je posebno administrativno območje Ljudske republike Kitajske na katerem so izvršna, zakonodajna in sodna oblast preneseni iz nacionalne vlade Kitajske. Kitajsko-britanska skupna deklaracija zagotavlja gospodarsko in upravno kontinuiteto s prenosom suverenosti kar pomeni da je sistem v Hongkongu večinoma podedovan iz časa britanske kolonialne vladavine. V skladu s temi pogoji načelom ena država dva sistema je osnovni hongkonški zakon regionalna ustava.
Regionalno vlado sestavljajo tri veje:
- Vodja administrativne uprave: je odgovoren za izvrševanje regionalnega prava, lahko zahteva ponovni premislek in ponovno odločanje o zakonu[77] ter imenuje člane izvršnega sveta in glavne uradnike.[78] Skupaj z izvršnim svetom lahko predlaga nove zakone in izdaja podzakonske akte ter ima moč da razpusti zakonodajne oblasti.[79][80]
- Zakonodajna oblast: Zakonodajni svet sprejema regionalno zakonodajo, potrjuje proračun in ima pooblastilo da odpokliče vodjo administrativne uprave[81]
- Pravosodje: Sestavljeno je iz višjega in nižjega sodišče, razlaga zakonodajo in zavrača tiste, ki niso v skladu s temeljnim zakonom. Sodnike imenuje vodja administrativne uprave na predlog komisije.[82][83]

Vodja administrativne uprave je vodja vlade, ki lahko opravlja največ dva petletna mandata. Imenuje ga državni svet (vodi ga kitajski premier) po tem ko ga imenuje volilni odbor, ki ga sestavlja 1.200 voditeljev podjetij, skupnosti in članov vlade.
Zakonodajni svet ima 70 članov od katerih ima štiriletni mandat. Petintrideset jih je neposredno izvoljenih iz geografskih volilnih okrajev preostali pa so iz funkcionalnih volilnih enot. Od teh je 30 izbranih iz sektorja gospodarstva in posebnih interesnih skupin preostalih pet članov pa je nominiranih iz okrožnega sveta in izbranih na dvojnih neposrednih volitvah.
Po volitvah 2016 ima dvaindvajset političnih strank predstavnika v Zakonodajnem svetu. Stranke so se organizirale v tri tabore: propekinški tabor (sedanja vlada), prodemokratski tabor in lokalne skupine. Komunistična stranka nima uradne politične pristojnosti v Hongkongu zato njeni člani ne kandidirajo na lokalnih volitvah. Hongkong v nacionalnem ljudskem kongresu zastopa 36 poslancev in 203 delegatov.
Kitajska nacionalna zakonodaja se v regiji ne uporablja, Hongkong pa se obravnava kot območje z ločeno pristojnostjo. Njegov sodni sistem temelji na civilnem pravu, ki nadaljuje pravno tradicijo vzpostavljeno v času britanske vladavine. Lokalna sodišča se lahko sklicujejo na precedence določene v angleškem pravu in prekomorski sodni praksi. Pristojnost nad osnovnim zakonom ima osrednja oblast kar pomeni, da je regionalno sodišče podrejeno socialističnemu sistemu civilnega prava na celini. Sklepi stalnega odbora narodnega ljudskega kongresa lahko nadomestijo kateri koli sodni postopek na regionalnem sodišču.
Neodvisna pristojnost se najbolj kaže na področju imigracije in davkov. Hongkong izdaja lastne potne liste, ki se razlikujejo od tistih iz celine in Makaa, regija pa ohranja mejo s preostankom države. Vsi potniki med Hongkongom, Kitajsko in Makavm morajo skozi mejni nadzor ne glede na narodnost. Državljani celinske Kitajske nimajo pravice bivati v Hongkongu. Javne finance so ločene od preostale Kitajske, davki, pobrani v Hongkongu, se ne uporabljajo za financiranje osrednje oblasti.
Za obrambo regije je odgovorna hongkonška garnizija narodnoosvobodilne vojske. Vojska lahko zapusti svoje objekte le če regionalna vlada zahteva njeno pomoč. Prebivalci Hongkonga niso obvezani služiti vojaškega roka, veljavna zakonodaja pa ne predvideva nobenih služb namenjenih obrambi regije, zato to dejavnost v celoti opravljajo nerezidenti Hongkonga.
Za diplomatskimi zadevami je odgovorna centralna vlada in ministrstvo za zunanje zadeve vendar pa kljub temu Hongkong ohranja lastno diplomatsko mrežo preko katere vzdržuje gospodarske in kulturne odnose s tujimi državami. Ozemlje aktivno sodeluje v Svetovni gospodarski organizaciji, Azijsko pacifiškem forumu, forumu za gospodarsko sodelovanje, Mednarodnem olimpijskem komiteju in številnih agencijah Združenih narodov. Regionalna vlada vzdržuje trgovinske pisarne na Kitajskem in drugih državah po svetu.

### Administrativna delitev
Ozemlje je razdeljeno na 18 okrožij. Okrožni svet ima 479 sedežev od katerih je 452 neposredno izvoljenih. V svetu so zastopana vsa okrožje, ki svetujejo pri lokalnih vprašanjih kot so javna infrastruktura, okoljska politika in kultura. Preostalih 27 mest zasedajo predsedniki podeželskih odborov, ki zastopajo oddaljene vasi.

### Politične reforme in družbeno politična vprašanja
Etnične manjšine (razen tistih evropskega porekla) imajo obrobno zastopanost v vladi in pogosto doživljajo diskriminacijo na področju stanovanjske politike, izobraževanja in zaposlovanja. Razpisi za prosta delovna mesta in imenovanje za javne službe zahteva ustrezno znanje jezika, ki pa ga manjšinski iskalci zaposlitve ne obvladajo, problem je tudi v nezadostnem jezikovnem izobraževanju. Hišne pomočnike iz tujine, večinoma so to ženske iz Filipinov in Indonezije, regionalna zakonodaja zelo slabo ščiti. Čeprav delajo in živijo v Hongkongu, se ne obravnavajo kot običajni državljani in niso upravičeni do bivanja na ozemlju.
Britansko-kitajska skupna izjava zagotavlja zdajšnji sistem s temeljnim zakonom še 50 let po prenosu suverenosti. Ne določa pa, kako se bo upravljal Hongkong po letu 2047. Delovanje vlade in način opravljanja ozemlja v prihodnosti je stvar političnih razprav in špekulacij. Po letu 2047 se lahko politični in pravni sistem integrira s preostalo Kitajsko ali pa se ozemlje še naprej upravlja ločeno.

## Geografija
Hongkong leži na južni obali Kitajske, 60 km vzhodno od Macaa na vzhodni strani ustja Biserne reke (Pearl river). Iz vseh strani ga obdaja južnokitajsko morje na severu pa meji na mesto Šenžen in reko Sham Chun. Območje obsega 2.755 km². Ozemlje sestavlja otok Hongkong, polotok Kowloon, Nova ozemlja, otok Lantau in več kot 200 drugih manjših otokov. Od skupne površine, 1.073 km² obsega kopno in 35 km² vodne površine. Najvišja točka je Tai Mo Shan z 957 m nadmorske višine. Urbani razvoj je osredotočen na polotok Kowloon, otok Hongkong in Nova ozemlja. Zaradi pomanjkanja ustreznih ravnih površin za gradnjo je velik del pridobljen iz morja (6 odstotkov celotne površine).
Kljub temu, da ima Hongkong sloves skrajno urbaniziranega območja, je pozidana manj kot četrtina ozemlja. Večino površja namreč predstavljajo težko dostopna višavja, od česar je 40 % zaščitenih krajinskih parkov in naravnih rezervatov.
Nerazvit teren je hribovit in gorat z zelo malo ravnih površin. Večinoma ga prekriva gozd, grmičevje, trava ali pa kmetijska zemljišča. Približno 40 odstotkov ostale površine predstavljajo državni parki in naravni rezervati. Ozemlje ima zelo raznolik ekosistem; v regiji je več kot 3.000 vrst rastlin (od tega 300 avtohtonih) in na tisoče vrst žuželk, ptic ter morskih organizmov.

### Podnebje
Hongkong ima vlažno subtropsko podnebje značilno za južno Kitajsko. Poletja so vroča in vlažna z občasnimi nalivi in nevihtami ter toplim zrakom iz jugozahoda. Takrat se najpogosteje pojavljajo tajfuni, ki povzročajo poplave in plazove. Zime so na začetku blage in običajno sončne, proti februarju postane oblačno občasne hladne fronte pa iz severa prinašajo močne hladne vetrove iz severa. Najbolj zmerni letni čas sta pomlad in jesen, ki sta nas splošno sončna in suha. Sneženje se pojavi redko pa še to na višjih nadmorskih višinah. Hongkong prejme na leto povprečno 1.709 sončnih ur. Najvišja in najnižja zabeležena temperatura v observatoriju je bila 22. avgusta 2017 36,6 °C in 18. januarja 1893 0,0 °C. Najvišja in najnižja zabeležena temperatura v Hongkongu je bila 22. avgusta 2017 39,0 °C v parku Wetland in 24. januarja 2016 -6,0 °C na gori Jaj Mo Shan.

### Arhitektura
Hongkong ima največ nebotičnikov na svetu, 317 je višjih od 150 m, in je tretji po številu visokih stavb na svetu. Zaradi pomanjkanja primernega prostora za gradnjo se je ta omejila na visoke zgradbe z veliko gostoto, ki se prepleta skupaj z trgovskimi kompleksi. Enodružinske hiše so redke in se jih najde le na obrobju mesta.
International Commerce Center in Two International Finance Center sta najvišji zgradbi v Hongkongu in med najvišjimi v azijsko-pacifiški regiji. Ostale znane stavbe v mestu so glavna stolpnica banke HSBC, Central Plaza, Hopewell Center in Bank of China Tower.
Zaradi pomanjkanja prostora in hitrega razvoja je veliko povpraševanja po prostoru za novogradnje kar je prispevalo k pogostemu rušenju starejših stavb. Prav za radi tega je mesto ohranilo zelo malo stare arhitekture. Kljub temu pa je mogoče še vedno najti veliko primerov lingnanove arhitekture. Tak primer so starejše vladne zgradbe. Najstarejša zgradba zahodne sloga v Hongkongu je Flagstaff House iz leta 1846 v kateri je prebival vojaški poveljnik Hongkonga. Nekatere stare stavbe ohranjajo prvotno funkcije ostale pa so bile namenjene novim novim uporabam. Tak primer je stavba pristaniške policije v kateri so danes poslovni prostori in stavba senatorija Bethanie kjer je danes akademija za vizualno umetnost. Najstarejši objekt v Hongkongu je tempelj Tin Hau, posvečen boginji morja Mazu, zgrajen je bil leta 1012 in obnovljen leta 1266. Na zgodovinski poti Ping Shan si je možno ogledati več različnih arhitekturnih primerov iz kitajskih dinastij vključno s pagodo Tsui Sing Lau (edina pagoda v Hongkongu).
Za mesto je značilna stavba Tong Lua, ki je stavba za mešano rabo zgrajena v kolonialnem obdobju. V njeni arhitekturi se mešata kitajski arhitekturni slog z evropskimi vplivi. Veliko takih in podobnih zgradb so zgradili po vojni ko je število prebivalcev v mestu skokoviti naraslo. Primeri takih gradenj sta hiši Lui Seng Chun in Blue Houste (modra hiša) v okrožju Wan Chai in ulice Shanghai Street in Mong Kok. Množična stanovanjska naselja zgrajena v šestdesetih letnih dvajsetega stoletja imajo modernistični slog.

## Demografija
Urad za statistiko je objavil, da je sredi leta 2019 v Hongkongu živelo 7.482.500 prebivalcev. Velika večin jih je kitajskih ljudstev Taishanese, Teochew, Hakka in drugih. Preostalih osem odstotkov so ne etnične kitajske manjšin kot so Filipinci, Indonezijci in južno Korejci. Približno polovica prebivalcev ima eno izmed oblik britanske narodnosti, kar je posledica britanske kolonialne vladavine. Na ozemlju živi 260.000 britanskih državljanov, 3,4 milijona pa ima britansko prekomorsko državljanstvo. Večina jih ima kitajsko državljanstvo, ki so ga pridobili avtomatično po prenosu suverenosti na Kitajsko.
Prevladujoči jezik je Kantonščina vrsta kitajščine, ki izvira iz Guangdonga. Govori jo 94,6 odstotka prebivalstva, 88,9 odstotka kot prvi jezik in 5,7 odstotka, kot drugi jezik. Nekaj več kot polovica prebivalcev govori angleško (53,2 odstotka), ki je drugi uradni jezik. 4,3 odstotka govor angleško kot prvi jezik 48,9 odstotka pa kot drugi jezik. Prebivalci v neformolnem pogovoru dostikrat komunicirajo v mešanici angleščine in kantonščine. Po prenosu suverenosti je kitajska vlada začela promovirati mandarinščino, ki je uradi kitajski jezik. Jezik govori 48,6 odstotka prebivalstva od tega ga 1,9 odstotka govori kot prvi jezik 46,7 odstotka pa kot drugi jezik. V pisavi se uporabljajo tradicionalni kitajski znaki in ne poenostavljeni znaki kot na celini.
Med verstvi prevladujejo budizem, konfucianizem in taoizem, te prakticira 20 odstotkov prebivalstva. Sledi jim krščanstvo (12 odstotkov) in islam (4 odstotke). Privrženci drugih religij kot so npr. sikhizem, hinduizem, judovstvo in bahai so ponavadi priseljenci in so vire prinesli s seboj.
Pričakovana življenjska doba pri moških je bila leta 2018 82,2 let pri ženskah pa 87,6 let, kar je šesta najvišja na svetu. Glavni vzroki smrti so: rak, pljučnica, srčne bolezni, možganske bolezni in nesreče. Zdravstveni sistem je javen in se financira iz davkov. Zdravljenje se močno subvencionirano tako da povprečno 95 stroškov krije vlada.
Po prenosu suverenosti se je povečala dohodkovna neenakost saj se je povečalo število brezposelnih ljudi. Čeprav se je dohodek gospodinjstev do leta 2016 povečal je razlika v plačah ostala velika. Mesto ima največ milijarderjev na prebivalca (1 milijarder na 109.657 ljudi). Kljub prizadevanjem vlade za zmanjšanje neenakosti so te vse večje. Povprečni prihodek 10 odstotka zgornjega sloja prebivalstva je 44 krat višji kot pri 10 odstotkih spodnjega sloja prebivalstva.

## Gospodarstvo
Hongkong ima kapitalistično gospodarstvo, ki temelji na storitveni dejavnosti. Zanj so značilni nizki davki z minimalnim vmešavanjem države v gospodarstvo in vpetost v mednarodne finančne trge. Je 35. največje gospodarstvo na svetu z nomnalnim BDP v višini 2,74 bilijon HK (381 milijard ameriških dolarjev) Čeprav se je gospodarstvo Hongkonga leta 1995 uvrstilo na vrh indeksa ekonomske svobode fundacije Heritage ima ozemlje razmeroma visoko stopnjo dohodkovne neenakosti. Hongkonška borza je sedma najvčja a svetu s tržno kapitalizacijo 30,4 bilijona HK (3,8 bilijona ameriških dolarjev) od decembra 2018.
Izvozno uvozno gospodarstvo je deseto največje na svetu (2017), trgovana vrednost blaga je večja od bruto domačega proizvoda Hongkonga. Več kot polovica tovora je pretovor (blago, ki potuje skozi Hongkong). Izdelki iz celine predstavljajo približno 40 odstotkov tega prometa. Strateška lega je Hongkongu omogočala razvoj prometne in logistične infrastrukture. Kontejnersko pristanišče je eno najbolj obremenjenih na svetu prav tako letališče za mednarodni tovor. Največji izvozni trg sta Kitajska in ZDA.
Območje ima malo obdelovalnih površin in malo naravnih virov zato je večino stvari uvaža. Uvozi se več kot 90 odstotkov hrane. Kmetijska dejavnost znaša borih 0,1 % BDP in predstavlja gojenje vrhunske hrane in cvetja. Čeprav je imelo ozemlje v času kolonialne dobe eno največjih proizvodnih gospodarstev v Aziji zdaj v glavnem prevladuje storitveni sektor. Sektor ustvari 92,7 % gospodarske proizvodnje, javni sektor pa približno 10 %. Med letom 1961 in 1997 se je BDP Hongkonga povečal za 180, BDP na prebivalca pa za 87. V primerjavi s celinsko Kitajsko pa je leta 1993 dosegel največ 27 odstotka. Leta je 2017 padel na manj kot tri odstotke saj je celina razvila in liberalizirala svoje gospodarstvo.
Gospodarska in infrastrukturna integracija s Kitajsko se je od začetka liberalizacije trga na celini leta 1978 močno povečala. To je omogočilo tudi izboljšanje in zgraditev številnih novih železniških povezav. Številni ekonomski dogovori so formalizirali trgovino med obema območjema pri čemer se je vsaka stran zavezala, da bo odstranila ovire pri trgovini in čezmejnih naložbah podobno kot pri Macau. Kitajska podjetja so po prenosu suverenosti razširila svojo gospodarsko prisotnost na ozemlju. Podjetja v celinskem prometu predstavljajo več kot polovico vrednosti indeksa Hang Seng kar je več kot pet odstotkov iz leta 1997.
Ko je celina liberalizirala svoje gospodarstvo, se je Hongkong soočil z močno konkurenco. Petdeset odstotkov kitajskega trgovinskega blaga, ki je bilo pripeljano skozi Hongkong leta 1997 je padlo na približno 13 odstotkov leta 2015. Kljub temu pa sistem nizkih davkov, urejena zakonodaja in urejene storitve privabljajo številne čezmorske korporacije, ki želijo vzpostaviti svojo prisotnost v Aziji. Mesto ima drugo najvišje število sedežev podjetij v azijsko-pacifiški regiji. Hongkong predstavlja vstopna vrata tujim naložbam na kitajski trg saj vlagateljem omogoča neposredni dostop do celinskih kitajskih trgov prek povezav s borzami v Šanghaju in Shenzhenu. Ozemlje je bilo prvi trg zunaj celinske kitajske kjer so bile na razpolago obveznice Dim sun in je največji trg za trgovanje z juani.
Vlada ima pasivno vloga v gospodarstvu. Kolonialne vlade skoraj niso izvajale nadzora trgovine. Po doktrini pozitivnega neintervencioizma so se povojne uprave namerno izogibale neposrednemu dodeljevanju sredstev saj so bili mnenja, da bi aktivno posredovanje škodilo gospodarski rasti. Intervencijsko politiko so začeli uvajati šele kasnejše kolonialne vlade, ko je gospodarstvo v osemdesetih letih prešlo na storitveno dejavnost. Po prenosu suverenosti so se programi nadaljevali, vključno z garancijami za izvozno kreditiranje, pokojninskim sistemom, minimalno plačo, protidiskriminacijskimi zakoni in državno hipoteko.
Turizem je eden izmed glavnih delov gospodarstva saj predstavlja 5 odstotkov BDP. Leta 2016 je 26,6 milijona obiskovalcev prispevalo 258 milijarde HK (32,9 milijarde ameriških dolarjev) s čimer je Hongkong postal 14. najbolj priljubljena destinacija za mednarodne turiste. Je najbolj priljubljeno kitajsko mesto za turiste saj sprejme več kot 70 odstotkov več obiskovalcev kot njegov najbližji tekmec Macau. Mesto se uvršča med najdražja mesta za izseljence.

## Infrastruktura

### Prevoz
Hongkong ima zelo razvito prometno omrežje. Več kot 90 odstotkov potovanj znotraj ozemlja se opravi z javnim prevozom, kar je najvišji odstotek na svetu. Brezkontaktna pametna plačilna kartica Octopus omogoča plačevanje javnega prevoza kot so vlaki, avtobusi in trajekti, s kartico je mogoče plačevati tudi v nekaterih trgovinah.
Železnice MTR (Mass Transit) povezuje 93 podzemnih postaj na celotnem ozemlju. Na den prepelje več kot 5 milijonov potnikov kar je 41 vseh potnikov na celotnem ozemlju. Čezmejne železniške povezave do mesta Shenzhen zagotavlja železniška proga Est Rail. Iz postaje Hung Hom ima Hongkong direktne železniške povezave z Guangzhoujem, Pekingom in Šanghajem. Hitri vlaki vozijo iz postaje West Kowloon.
Čeprav večino potniškega prometa opravi sistem javnega prevoza je kljub temu v Hongkongu registriranih preko 500.000 zasebnih vozil. Avtomobili vozijo po levi (na celinski Kitajski po desni) kar je še ostanek britanske kolonialne vladavine. V urbanih področjih je avtomobilski promet izredno gost zaradi pomanjkanja prostora za širitev cest ter zaradi vedno večjega števila vozil. Na ozemlju deluje več kot 18.000 taksijev, ki jih je možno enostavno prepoznati po njihovi svetli barvi. Avtobusi vozijo na več kot 700 progah preko celotnega ozemlja. Manjši avtobusi t.i. minibusi vozijo na bolj odmaknjene lokacije in tja ker standardi avtobusi ne vozijo tako pogosto. Most Hongkong–Zhuhai-Macau neposredno povezuje vzhodno in zahodno stran ustja Biserne reke.
Glavna letališče na ozemlju je Mednarodno letališča Hongkong, na katerega leti več kot 100 letalskih prevoznikov vključno z domačimi ki so: Cathay Pacific, Hong Kong Airlines, regionalni prevoznik Cathay Dragon, nizkocenovni prevoznik HK Express in tovorno letalsko družbo Air Hong Kong. Letališče spada med osem najbolj obremenjenih na svetu in opravi največ zračnega tovornega prometa na svetu. Večina zasebnega rekreativnega letalskega prometa leti skozi letališče Shek Kong na severu ozemlja, ki je pod nadzorom kitajske vojske vendar je hkrati namenjen tudi civilni uporabi. Na letališču deluje Hongkonški letalski klub.
Trajekti Star Ferry vozijo na dveh linijah preko pristanišča Vicoria, na dan prepeljejo 53.000 potnikov. Trajekti vozijo tudi na oddaljene otoke, ki jih z drugimi prevoznimi sredstvi ni mogoče doseči. Bolj oddaljena naselja je možno doseči z čolni kai-to. Trajekti vozijo tudi do Maca in celine. Džunke, ki so bile včasih značilne za mesto so danes redke in so v večini primerov namenjene turistom ali zasebni uporabi.
Prvi sistem javnega prevoza v Hongkongu je bila vzpenjača (Peak Tram), ki je začela voziti leta 1888. Zagotavljala je železniški promet med središčem Hongkonga in vrhom Victoria. Osrednje in zahodno okrožje mesta ima obsežen sistem tekočih stopnic (najdaljši sistem tekočih stopnic na prostem). Tramvaji pokrivajo del otoka Hongkong. MTR upravlja s sistemom lahke železnice (Light Rail) ki vozi po novih ozemljih.

### Javne službe
Hongkong uvozi skoraj vso gorivo in električno energijo. Velika večina energije izvira iz filnih goriv, 46 odstotkov iz premoga in 47 odstotkov iz nafte. Ostal energija je od drugje vključno z jedrsko energijo, ki je pridobljena na celini. Obnovljivi viri predstavljajo zanemarljivo količino energije. Postavljeno je bilo manjše število zasebnih sončnih panelov te manjše število vetrnic za izkoriščanje vetrne energije.
Ozemlje ima zelo malo jezer in rek, podzemni viri vode so nedostopni edini redni vir vode so sezonske padavine, ki pa ozemlju z gosto poselitvijo ne zadoščajo. Zato se ker 70 procentov vode uvozi iz reke Dongijang v Guangdongu. Preostalih 30 odstotkov vode ozemlje dobi iz lastnih virov veliko z deževnico. Ozemlje poizkuša varčevati s sladko vodo tako da za splakovanje straniščnih školjk uporablja slano vodo.
Dostop do širokopasovnega interneta je 92,6 %. Povezave preko optične infrastrukture so vse bolj številne kar prispeva k visoki regionalni hitrosti povezav 21,9 Mbit/s (četrta najhitrejša na svetu). Uporaba mobilnih telefonov je zelo razširjeno, obstaja več kot 18 milijonov številk mobilnih telefonov kar je dvakrat toliko kot je prebivalcev ozemlja.

## Kultura
Hongkong označujejo kot hibrid vzhoda in zahoda. Tradicionalne kitajske vrednote, ki poudarjajo družino in izobrazbo se zlivajo z zahodnimi ideali vključno z ekonomsko svobodo in pravno državo. Čeprav je večina prebivalcev ozemlja etničnih Kitajcev je Hongkong razvil svojo lastno identiteto. Ozemlje se je od celinske Kitajske oddaljilo zaradi kolonialne uprave in drugačnega tema gospodarstva, družbenega in kulturnega razvoja. Različne kulture so v Hongkong prinesli priseljenci, ki so prišli iz različnih koncev Kitajske. Na te je vplival izobraževalni sistem v britanskem slogu, ločen politični sistem in hiter razvoj ozemlja v poznem 20. stoletju. Večina migrantov je v tistem času pobegnila pred revščino in vojnami kar se odraža v odnosu do bogastva saj se večina prebivalcev identificira po materialnih koristih. Občutek lokalne identitete se je izrazito povečal po prenosu suverenosti: 53 odstotkov prebivalcev se označuje za Hongkonžane, 11 odstotkov se jih opisuje kot Kitajce. Preostali prebivalci naj bi mešalo identitete 23 odstotkov kot Hongkonžani na Kitajskem in 12 odstotkov kot Kitajci v Hongkongu.
V družbi prevladujejo tradicionalne kitajske družinske vrednote kot so družinska čast, zvestoba in naklonjenost sinovom. V gospodinjstvih prevladuje jedrna družina (oče, mama in otroci) čeprav več generacijske in razširjene družine niso nič nenavadnega. Pri gradnji stavb se pogosto opažajo uporabo duhovnega koncepta feng shu, kjer najamejo svetovalca za pravilno pozicioniranje in postavitev stavb. Koncept feng shu naj bi bil tudi ključ do poslovnega uspeha. Pri tem uporabljajo ogledala Bague za odvračanje zlih duhov stavbe pa nimajo nadstropja s številko 4 saj naj bi ta imela podobne zvok kot beseda umreti.

### Kuhinja
Hrana v Hongkongu temelji na kantonski kuhinji kljub vplivu zahodne in ostalih kultur. Glavna hrana je riž, ki se ga običajno postreže z ostalimi jedmi. Pomembna je svežina sestavin. Perutnina in morski sadeži se prodajajo na tržnicah in se nato čim prej porabijo. Obstaja ped dnevnih obrokov: zajtrk, kosilo, popoldanski čaj, večerja in siu yeh. Dim sum, ki je del yum cha je tradicionalni obed z družino in prijatelji. Jedi vključujejo conge, cha siu bao, siu yak, jajčne torte in mangov puding. Lokalne različice zahodne hrane so postrežene v cha chaan tengu (hitrih uličnih restavracijah). Običajni meni cha chaan tang vključuje rezance v juhi, dobro ocvrt francoski toast in hongkonški čaj z mlekom.

### Filmi
Hongkong je v poznih 40. letih dvajsetega stoletja razvil filmsko industrijo, potem ko so se vanj preselili številni filmski ustvarjalci iz Šanghaja. Do konca šestdesetih let so bili filmi že dobri znani tudi občinstvu na drugih koncih sveta tak primer je film The World of Suize Wong. Velik preboj je bil film Way of the Dargon iz leta 1972 v katerem je nastopal Bruce Lee. Na začetku so prevladovali filmi z borilnimi veščinami šele kasneje pa so se uveljavili še gangsterski filmi, romantične drame in fantazijski filmi. V osemdesetih so bili zelo uspešni filmi A Better Tomorrow, As Tears Go By in Zu Warriors from the Magic Mountain. Uspeh so doživele tudi kritične drame kot so Ferewell My Concubine, To Live in Chungking Express. Najbolj znani filmski igralci iz Hongkonga so: Jackie Chan, Donnie Yen, Jet Li, Chow Yun-fat in Michelle Yeoh. Filmska industrija je doživela vrhunec v začetku devetdesetih let dvajsetega stoletja, ko je bilo na leto posnetih preko 400 filmov. Po prenosu suverenosti se je filmska industrija preselila na Kitajsko, danes v Hongkongu posnamejo okoli 60 filmov na leto.

### Glasba
Cantopop je žanr kantonske popularne glasbe, ki se je pojavila v Hongkongu v sedemdesetih letih dvajsetega stoletja. Razvila se je iz šanghajskega sidaka, nanj je vplivala kantonska opera in zahodni pop. Znani lokalni izvajalci te glasbe so: Sam Hui, Anita Mui. Leslies Cheung in Alan Tam. Priljubljenost žanra je dosegla vrhunec v devetdesetih letih dvajsetega stoletja. Kljub padcu poslušanosti cantopop še vedno ostaja priljubljen v Hongkongu, znani izvajalci v današnjem času pa so Eston Chan, Joey Yung in Twins.
Skozi zgodovino je bila na ozemlju močno prisotna tudi zahodna klasična glasba. Najstarejši profesionalni simfonični orkester na ozemlju je hongkonški simfonični orkester, ki je javno financiran in pogosto gostuje glasbenike in dirigente iz tujine. Orkester sestavljajo tradicionalni kitajski instrumenti in je vodilni pri promociji tradicionalne glasbe.

### Šport in rekreacija
Kljub majhni površini je na ozemlju večje število športnih in rekreacijskih objektov. Mesto je gostilo številne večje športne dogodke kot so: vzhodnoazijske igre 2009, konjeniške poletne olimpijske igre 2008 in ligo Asia Trophy 2007. Ozemlje redno gosti hongkonško sedmico, hongkonški maraton, teniški turnir Hongkong in lunarni novoletni turnir v nogometu. V preteklosti pa je ozemlje gostilo azijski pokal AFC in pokal Dynasty leta 1995.
Hongkong se na športnih dogodkih s svojimi ekipami predstavlja ločeno od Kitajske. Ozemlje se je od leta 1952 udeležilo skoraj vseh poletnih olimpijskih iger in si prislužilo tri medalje. Lee Ali-shan je na olimpijskih igral v Atlanti 1996 osvojil prvo in edino zlato medaljo. Hongkonški športniki so na paraolimpijskih igrah osvojili 126 medalj in 17 na igrah Commonwealtha. Ozemlje je zadnjič na igrah Commonwealtha nastopilo leta 1994.
V okviru turističnega odbora so bile oživljene dirke z zmajskimi čolni, ki so potekale v okviru festivala Tuen Ng. Prvo sodobno tekmovanje je bilo organizirano leta 1976, ekipe iz tujine pa so začele tekmovati na prvi mednarodni dirki leta 1993.
Hong Konški džokejski klub je največji davčni zavezanec na ozemlju. Ima monopol na področju iger na srečo in zagotavlja več kot 7 odstotkov državnega prihodka. Na ozemlju so zakonite tri oblike iger na srečo: loterija, stave na konjskih dirkah in stave v nogometu.

## Izobraževanje
Izobraževalni sistem Hongkonga je zelo podoben izobraževalnemu sistemu Velike Britanije, zlasti angleškemu. Otroci morajo obiskovati šolo od šestega leta starosti do zaključka srednješolske izobrazbe, običajno pri starosti 18 let. Ob koncu srednje šole vsi učenci opravljajo zaključni izpit nato pa dobijo diplomo o uspešnem zaključku srednje šole. Od prebivalcev, starejših od 145 let, jih je 81,3 odstotka končalo srednješolsko izobrazbo, 66,4 višjo srednjo šolo, 31,6 odstotka se je udeležilo višješolskega programa, 24 odstotkov pa je pridobilo diplomo ali višjo izobrazbo. Stopnja pismenosti pri odraslih je 95,7 odstotna. V primerjavi z ostalimi razvitimi gospodarstvi je ta nizka zaradi priliva beguncev iz celinske kitajski v kolonialnem obdobju. Večina starejše populacije zaradi revščine in vojne ni bila izobražena.
Na ozemlju delujejo trije tipi šol: javne šole, ki jih financira in upravlja država, subvencionirane šole in zasebne šole, ki jih pogosto vodijo verske organizacije. V javnih šolah izobraževalni program določa Urad za izobraževanje. Ta program ne velja v zasebnih šolah in mednarodnih šolah zato te lahko oblikujejo lasten učni načrt.
Vlado vodi politiki poučevanja maternega jezika, ki je kantonščina. Poučevanje poteka še v angleščini in kitajščini. V srednjih šolah poudarjajo pismenost in trojezičnost kar spodbuja širjenje govornega jezika mandarinščine.
Hongkong ima na svojem ozemlju deset univerz. Prva univerza, ki je bila ustanovljena na ozemlju, je bila Univerza v Hongkongu leta 1911. Kitajska univerza v Hongkongu je bila ustanovljena leta 1963, z namenom, da poučevanje poteka v kitajščini. Ti dvi univerzi se skupaj z Univerzo za znanost in tehnologijo v Hongkongu in Mestno univerzo v Hongkongu uvrščajo med najboljše v Aziji. V Hongkongu delujejo še naslednje univerze: Hongkonška politehnična univerza, Hongkonška baptistična univerza, Univerza Lingnan, Izobraževalna univerza v Hongkongu, Odprta univerza v Hongkongu in Univerza Shong Yan Hong Kong.

## Mediji
Najpomembnejši hongkonški časopis v angleškem jeziku je South China Morning Poste, na drugem mestu pa je Standard, ki je bolj poslovni časopis. Dnevno izhajajo različni kitajski časopisi kot so: Ming Pao, Oriental Daily News in Apple Daily. Lokalne publikacije so pogosto politično povezane s pro pekinško stranjo ali prodemokratično stranjo. Osrednja kitajska vlada je na ozemlju prisotna z PUBLIKACIJAMI Ta Kung Pao in Wen Wei Po. V Hongkongu je tudi večje število mednarodnih publikacij kot so: The Wall Street Journal in The Financial Times, The New York Times International Edition, USA Today, Yomiuri Shimbun in The Nikkei.
Na ozemlju delujejo tri brezplačne televizijske postaje TVB, HKTVE in Hong Kong Open TV, ki oddajajo tri analogne in osem digitalnih kanalov. Prevladujoča televizijska postaja je TVB, ki ima 80 odstotni delež gledalcev. Plačljivo televizijo z več sto programi ponujata kabelska televizija Hong Kong in PCCW. RTHK je javna radiotelevizija, ki zagotavlja sedem radijskih in tri televizijske programe. Na ozemlju deluje še deset tujih postaj, ki zagotavlja program tujim prebivalcem ozemlja. Dostop do informacij preko interneta ni omejen z velikim kitajski požarnim zidom.